# Енбекшиказахски район
Енбекшиказахски район (на казахски: Еңбекшіқазақ ауданы) е съставна част на Алматинска област, Казахстан, с обща площ 8729 км2 и население 299 613 души (по приблизителна оценка към 1 януари 2020 г.). Мнозинството от населението са казахи (47,3 %), следвани от уйгурите (22,6 %) и руснаците (15,8 %).
Административен център е град Есик.